# Agerkær
Agerkær var et højhus (bygget 1954) i Rødovre. Sammen med det nærvedliggende søsterhus Ruskær (bygget 1956) blev begge huse revet ned 13. maj 2012 efter frygt for nedstyrtning ved storm. De to højhuse er populært blev kaldt "Møghusene".
Statens Byggeforskningsinstitut afviste i 2007, at husene var i fare for at styrte ned i en storm. 
Samme konklusion nåede ingeniørfirmaet Rambøll frem til i en rapport, betalt af Rødovre Kommune.